# Manon Cormier
Pour les articles homonymes, voir Cormier (homonymie).
Madeleine Cormier, dite Manon Cormier, née à Bordeaux le 27 août 1896 et morte à Paris le 25 mai 1945, est une avocate et écrivaine féministe bordelaise. Résistante et déportée pendant la Seconde Guerre mondiale, elle meurt à son retour du camp de Mauthausen. Son nom est inscrit au Panthéon sur la liste des « écrivains morts pour la France » pendant la guerre de 1939-1945.

## Biographie

### Jeunesse et origine
Manon Cormier est née à Bordeaux le 27 août 1896, son frère jumeau Henri Cormier, engagé volontaire à 18 ans, est « mort pour la France » le 20 janvier 1917. Son père Jules Cormier devient, de 1922 à 1925, maire de la commune de Bassens en Gironde. Bonne élève au lycée, elle devient une femme pionnière de la région bordelaise en étant l'une des toutes premières à entrer à la faculté de droit de Bordeaux et obtient, à 20 ans, sa licence de droit.

### Doctorante et féministe bordelaise

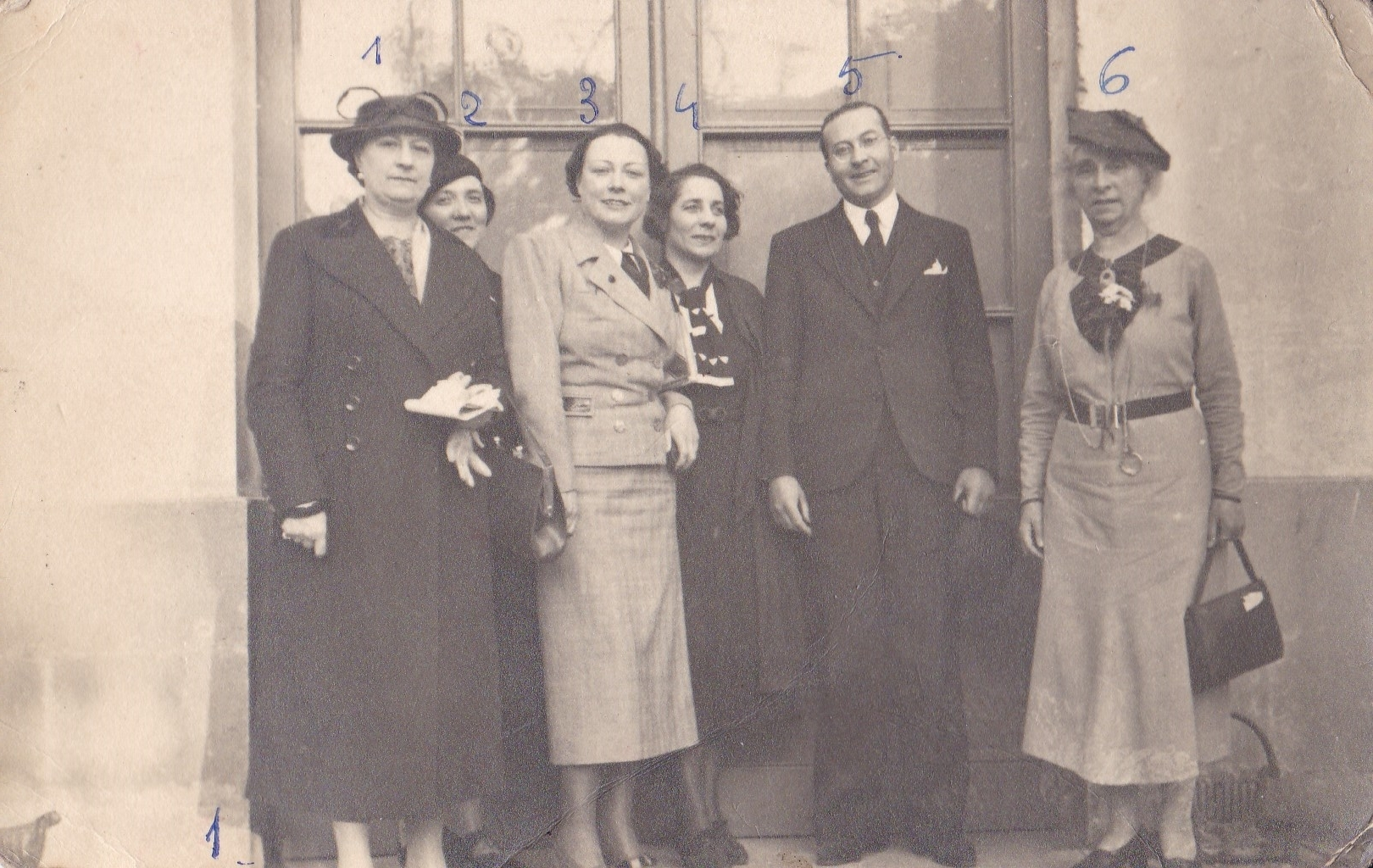
Manon Cormier (n°4) et d'autres responsables de la Ligue française pour le droit des femmes, dont la présidente Maria Vérone (n°6).

Active et militante, Manon Cormier entreprend un doctorat de droit à la faculté de Bordeaux, et en parallèle s'engage dans de nombreuses associations. On la retrouve présidente de l'association des étudiants de Bordeaux, membre d'associations caritatives comme la Croix rouge française, impliquée dans le mouvement de libération des femmes comme fondatrice et présidente de la section girondine de la Ligue française pour le droit des femmes, fondatrice du club Soroptimist de Bordeaux. Elle effectue des voyages d'études et fait des conférences, comme celle sur la Pologne en 1927. En 1921, Manon Cormier devient la première femme à être « appelée après un concours difficile » au poste de secrétaire de la Conférence du stage de Bordeaux. Le 9 juin 1932 a lieu la soutenance de sa thèse de doctorat Les Actions à vote plural en France et à l'étranger.

### Hautes fonctions dans l'administration de l'État
Avant la fin de l'année 1932, « elle est nommée attachée au cabinet de Louis Marin, Ministre des pensions ». Elle continue de voyager pour son travail. En 1934, elle publie son unique ouvrage, Madame Juliette Adam ou l’aurore de la Troisième République, en hommage à la féministe républicaine. Elle obtient pour cette œuvre un prix de l'Académie nationale des sciences, belles-lettres et arts de Bordeaux. De nouveau femme pionnière, elle accepte le poste de sous-directrice au ministère du ravitaillement, poste qu'elle occupe toujours lors de son arrestation par la Gestapo le 30 septembre 1943, dans les locaux du ministère aux Invalides à Paris.

### Résistante et déportée
Manon Cormier entre en Résistance pour aider les Français qui n'hésitent pas à tuer des soldats allemands pour se procurer des armes. Elle utilise les moyens que lui procure sa situation, au ministère du ravitaillement, en fournissant des cartes d'alimentation et des pièces d'identité. Elle s'occupe également de l'hébergement des réfractaires au STO, et de la transmission de messages. À partir de 1942, elle soutient le Front national de la résistance, notamment par l'intermédiaire de son « chef Michel », elle apporte également son  aide à « Philippe » chef régional du réseau FTPF du Sud-Ouest. C'est une information donnée par la police française qui motive son arrestation par la Gestapo le 30 septembre 1943 dans les locaux du ministère, aux Invalides.

#### Incarcération et déportation

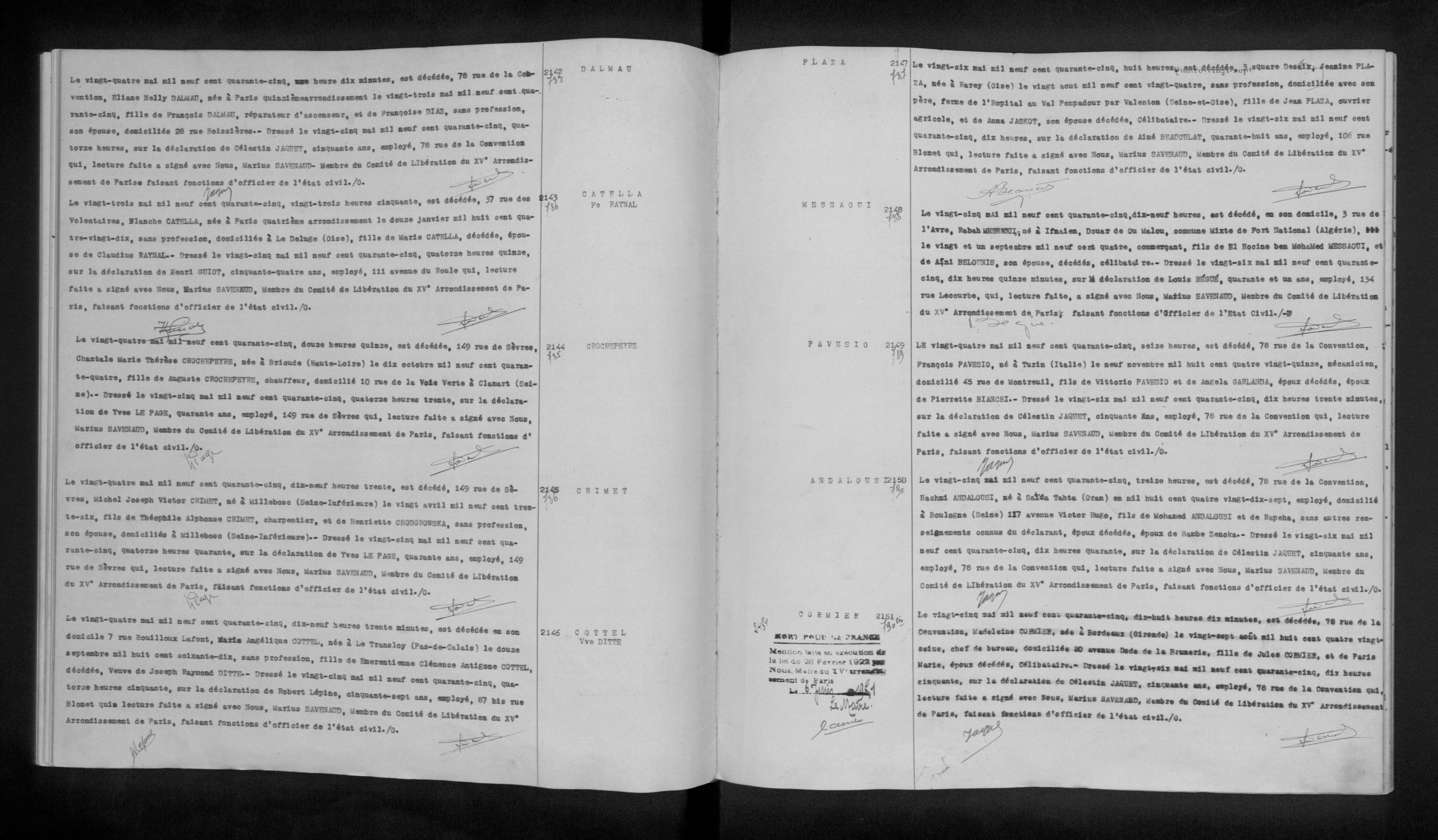
Acte de décès du 26 mai 1945.

Manon Cormier est emmenée rue des Saussaies, siège de la Gestapo, et passe sa première nuit de captivité à la prison de Fresnes. Elle est transférée à Bordeaux, le 11 novembre 1943, pour y être interrogée par le commissaire Poinsot de la police bordelaise. Elle est incarcérée au Fort du Hâ et subit les interrogatoires de Poinsot jusqu'au mois de mars 1944, où elle fait partie d'un transfert pour Paris, constitué de trois femmes et quarante hommes. C'est un retour à la prison de Fresnes, avant de prendre, à la mi-avril, un bus pour une petite gare de la région parisienne et un convoi ferroviaire, pour une déportation qui l'amène au camp de Lauban. Manon Cormier est intégrée dans un Kommando de travail, le rythme du « battage du lin » est trop difficile pour elle, après huit jours de travail elle s'évanouit, reclassée « attacheuse au bout » elle va tenir difficilement jusqu'au transfert des femmes au camp de Ravensbrück, fin octobre.

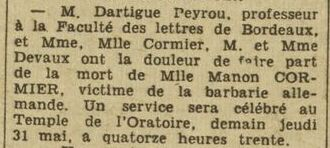
Faire-part de décès dans Le Figaro du 30 mai 1945.

Six mois après le début de sa déportation Manon Cormier est épuisée, son cœur est fragilisé, ses cheveux sont devenus blancs, elle est transférée dans le secteur NN « Nuit et Brouillard », cela lui évite les tâches les plus dures, mais augmente le risque d'envoi dans les « camps de jeunesses », ou d'intégration dans un des « transports noirs », ce qui se traduit par envoi dans un camp d'extermination ou un départ dans un convoi qui disparait sans laisser de traces. Cette situation est le lot de toutes les femmes qui n'ont plus la force, du fait de leur âge ou de maladies, de rester debout pendant les interminables appels. Dans le camp les déportées se sont organisées pour aider les plus faibles, comme elle, notamment en apportant, en cachette, un tabouret pour qu'elles tiennent pendant ces stations debout qui peuvent durer plusieurs heures. En mars 1945, l'avance de l'armée Russe, provoque l'organisation de départs du camp. Les femmes se retrouvent entassées à soixante-dix par wagons avec peu de nourriture et des conditions d'hygiènes inexistantes, la fin du transport se situant en Autriche à la gare de Mauthausen.

#### Témoignage
En avril 1945 la Croix-Rouge procède au rapatriement de femmes du camp de Mauthausen, Manon Cormier est dans l'un des camions du convoi qui arrive en Suisse après un pénible voyage. À Annecy, un médecin la juge trop faible pour qu'elle poursuive jusque chez elle, mais elle insiste et c'est sur une civière qu'elle arrive à Paris. Malade et très affaiblie elle est hospitalisée à l'hôpital Bichat, elle trouve la force de transmettre son témoignage avant de s'éteindre à l'Hôpital Boucicaut le 25 mai 1945. Sa tombe se trouve au cimetière protestant de Bordeaux.

## Publications

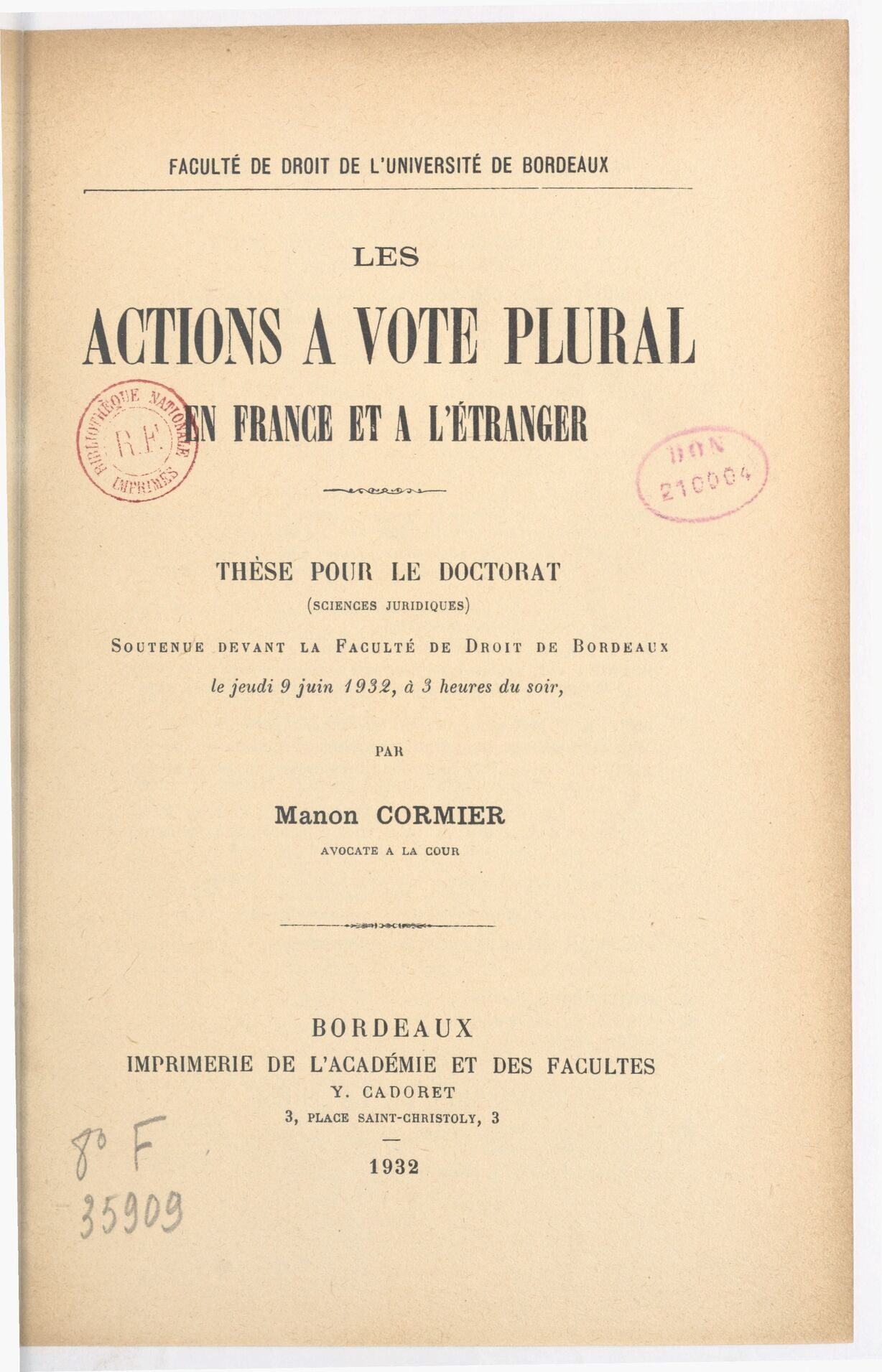
Thèse de droit.

- En Pologne ressuscitée. Conférence faite à Bordeaux par Mlle Manon Cormier, le 26 novembre 1927 et le 15 décembre 1927.
- Les Actions à vote plural en France et à l'étranger, Thèse pour le doctorat sciences juridiques soutenue par Manon Cormier, Faculté de droit de l'Université de Bordeaux, 1932 [lire en ligne].
- Madame Juliette Adam ou l'aurore de la IIIe République, Delmas, Paris, 1934.

- Prix Montyon 1936 de l'Académie française

## Hommages

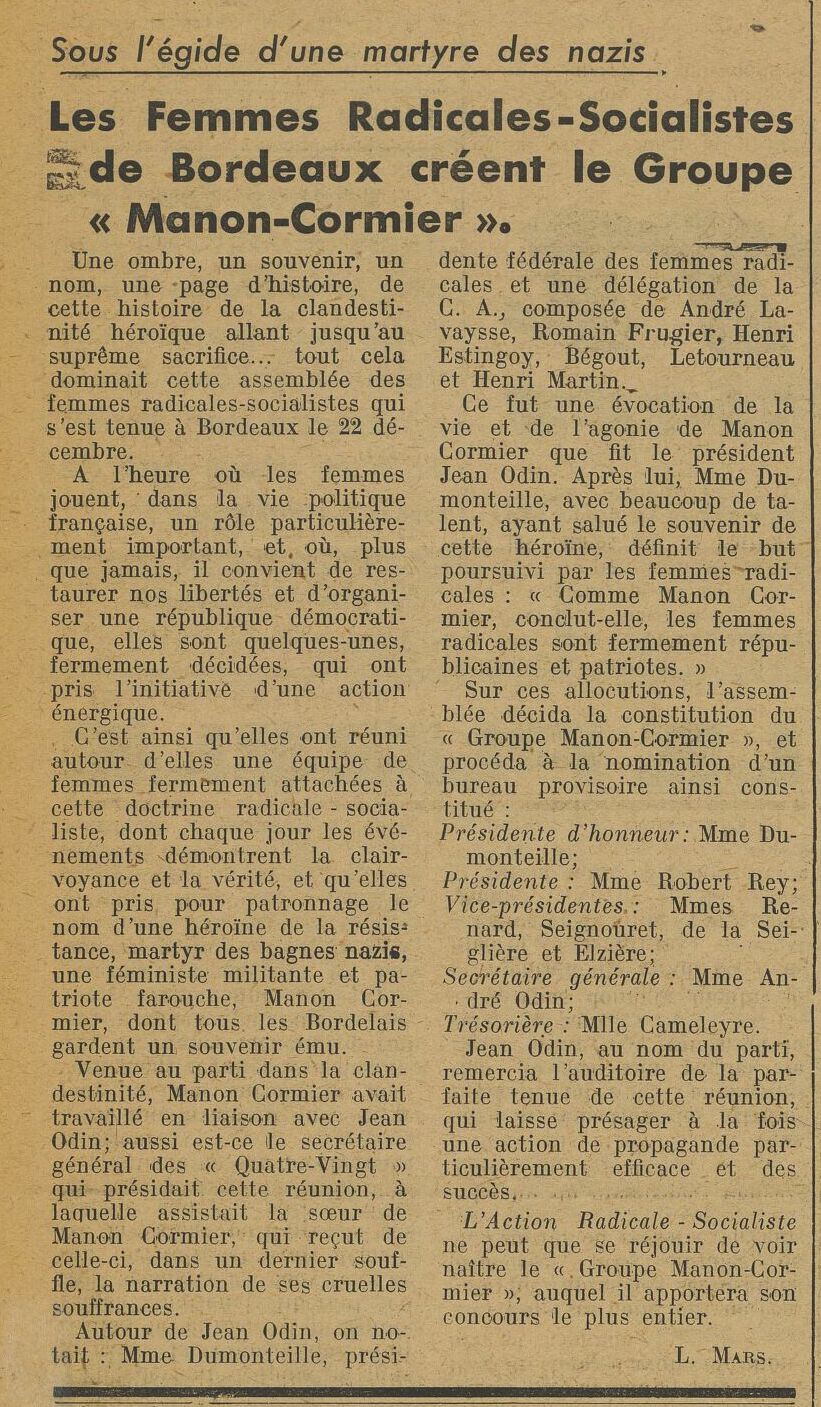
L'Action radicale socialiste, 29 décembre 1945.

### National
Manon Cormier est citée à l'ordre de la Nation en janvier 1946, à titre posthume, par le Général de Gaulle. Elle est également nommée chevalière de la Légion d'honneur par décret du 17 juin 1947. Enfin, son nom est gravé au Panthéon sur une plaque citant la liste des « écrivains morts pour la France » pendant la guerre de 1939-1945.

### Monographies
- Collectif : Madame Charles Dartigue-Peyrou[14], M. Schilling, Andrée Lehmann…, Manon Cormier, Une Bordelaise martyre de la Résistance, Monographie, 1946[15] (Sommaire[16])
- Une bordelaise martyre de la Résistance, dans Cahier de la Résistance no 15, coédition[17] Association pour des Études sur la Résistance Intérieure (AERI)[18] et La Documentation Française.
- Bernard Lachaise, Manon Cormier, une Bordelaise en résistances : 1896-1945, Editions Confluences, 2016[19].

### Lieux portant son nom
Liste non exhaustive :
- Ambès : Rue Manon Cormier.
- Bayonne : Allée Manon Cormier.
- Bassens : Avenue Manon Cormier.
- Bassens : Collège Manon Cormier[20].
- Bassens : Plaque sur la clôture du château d'Antichan[21].
- Bègles : Maison de retraite publique Manon Cormier[22].
- Bordeaux : Plaque dans le grand hall de la faculté de Droit[23].
- Bordeaux : Rue Manon Cormier depuis 1950-1951[24].
- Bordeaux : Résidence personnes âgées Manon Cormier.
- Floirac : Résidence Manon Cormier.
- Laruscade : École primaire publique Manon Cormier[25].
- Pessac : un amphithéâtre de l'Université de Bordeaux, au sein du bâtiment G, recherche en droit et en économie[26].